# Teatro Unione

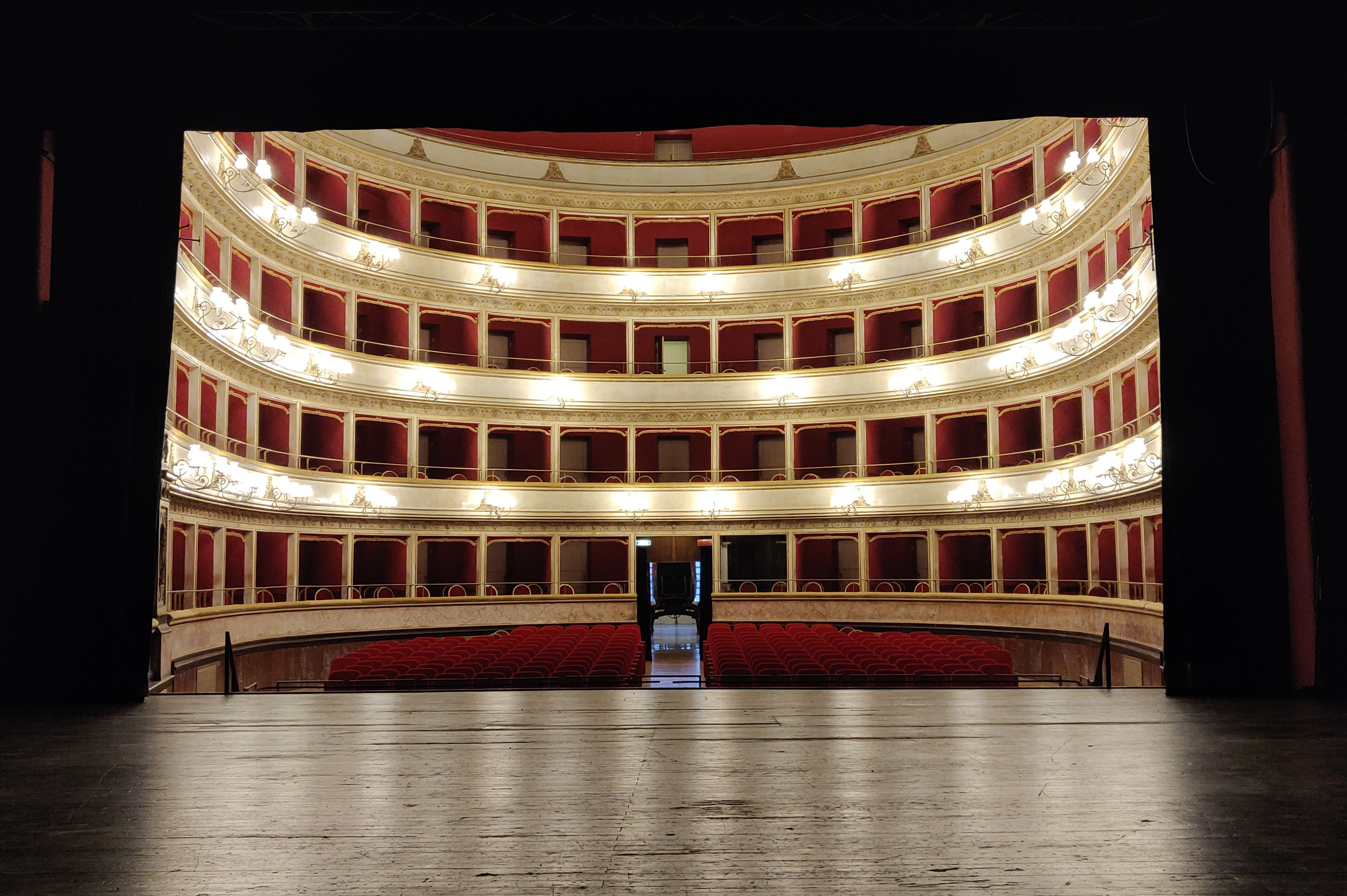
Interno del Teatro Unione

Il Teatro Unione (o Teatro dell'Unione) è il principale teatro della città di Viterbo. La sua costruzione ed il suo nome derivano dalla "unione" di un gruppo di cittadini viterbesi che nel 1844 formarono la "società dei palchettisti", con a capo il conte Tommaso Fani Ciotti.
Costruito su progetto dell'architetto Virginio Vespignani, il teatro venne inaugurato nel 1855 con il melodramma Rigoletto di Giuseppe Verdi, anche se a causa del censore pontificio Giuseppe Gioachino Belli per l'opera venne usato il titolo di Viscardello.

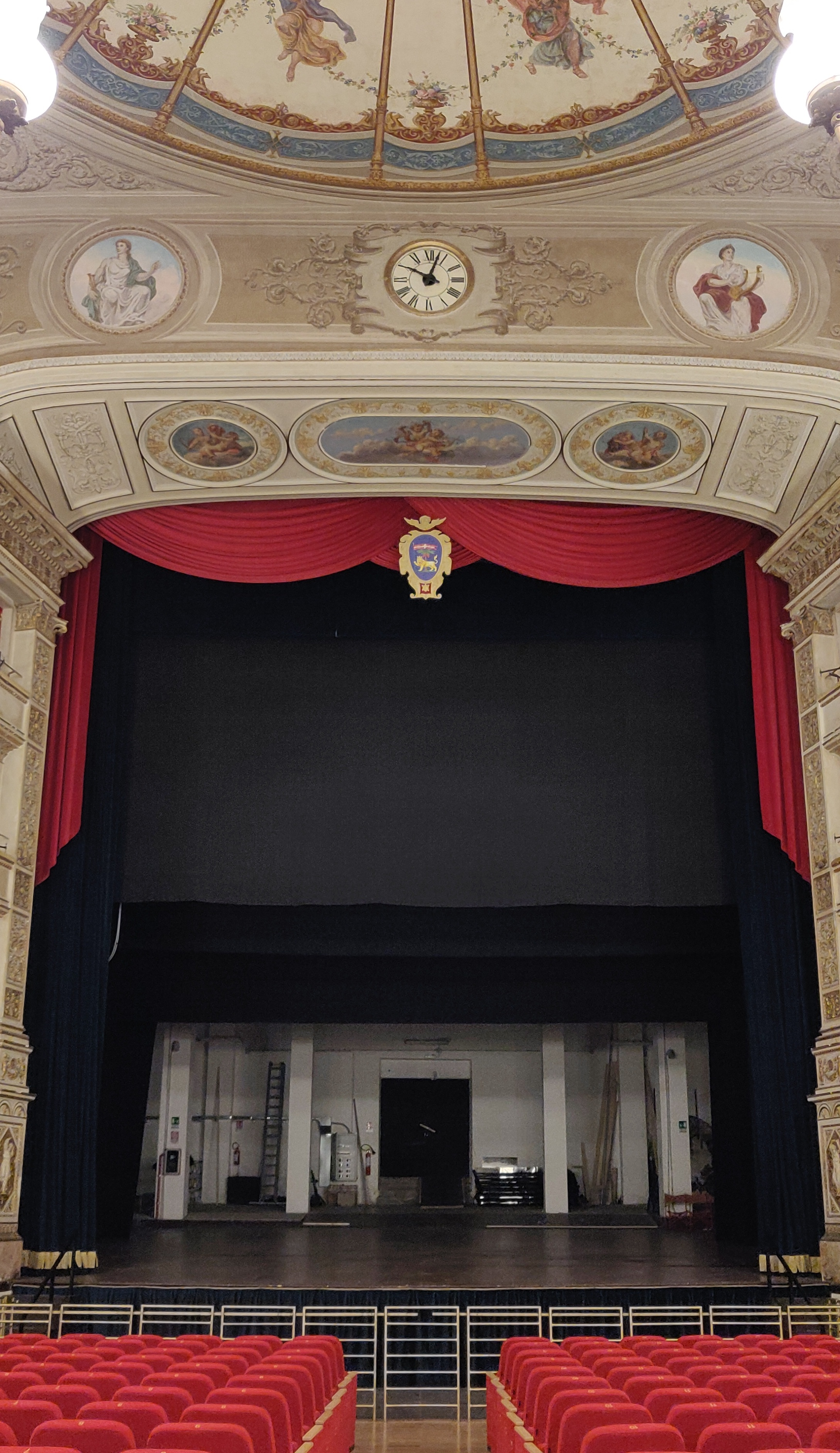
Palco del Teatro Unione visto dalla platea

In seguito ai gravi danni dovuti ai bombardamenti durante la seconda guerra mondiale, vista la necessità di reperire ingenti somme per la sua ricostruzione, termina il condominio tra la Società dei Palchettisti ed il Comune, che fino a quel momento aveva amministrato il teatro. Dal 9 dicembre 1949, con decreto prefettizio, la proprietà è totalmente comunale.

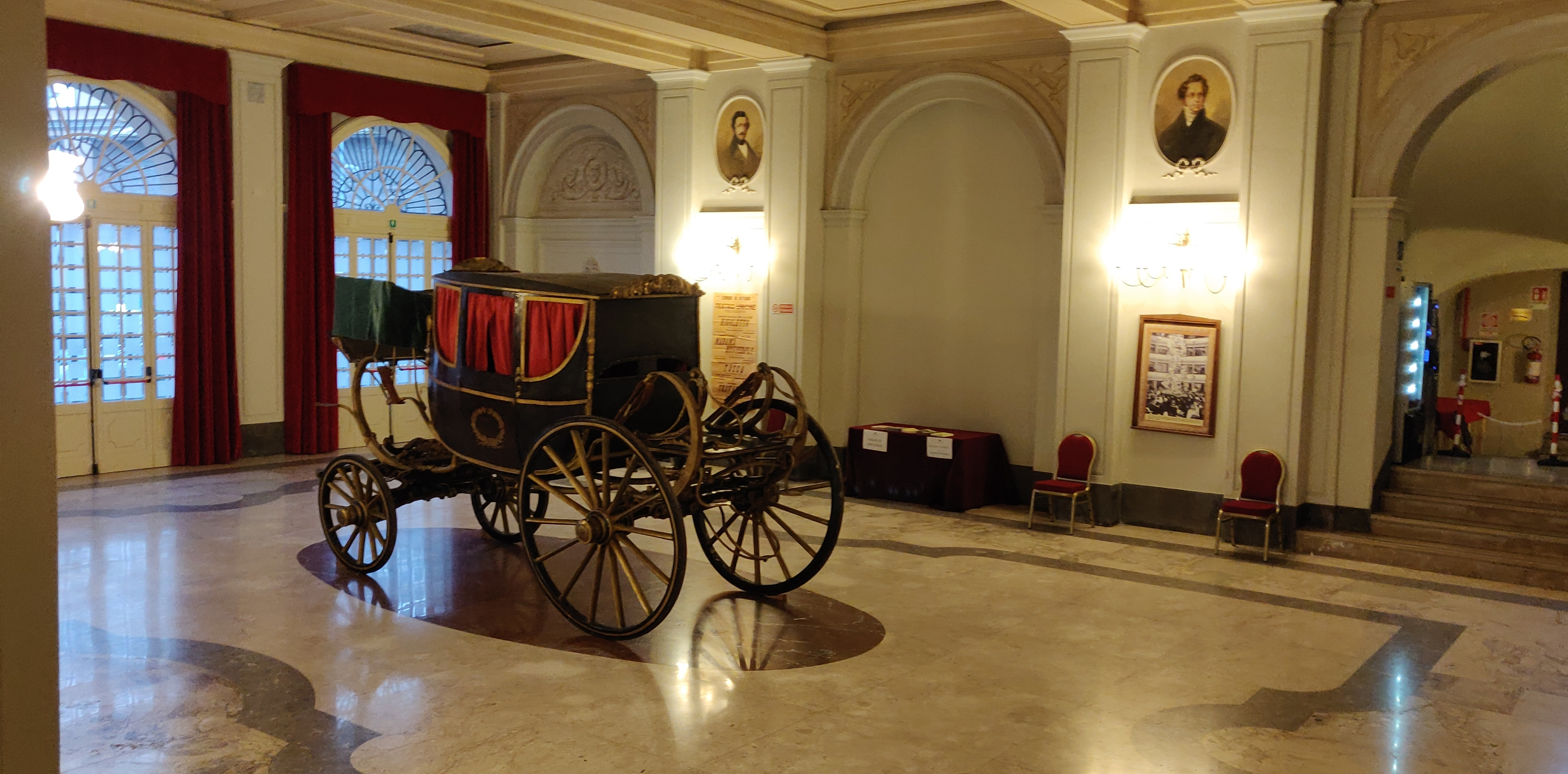
Foyer del Teatro Unione e Carrozza dei Priori (1700).

L'edificio è situato nel centro storico in piazza Verdi (comunemente detta piazza del Teatro).
Dopo un lungo periodo di chiusura di oltre sei anni dovuto a lavori di ristrutturazione, il Teatro è stato riaperto al pubblico il 13 giugno 2017 nell'occasione di un incontro con lo scrittore americano Jeffery Deaver.
Dal dicembre 2017 la programmazione delle stagioni di prosa, danza e teatro ragazzi è curata dall'Associazione Teatrale fra i Comuni del Lazio. Il teatro ospita inoltre il concorso internazionale di canto Premio Fausto Ricci che ha visto come Presidenti di Giuria personalità del mondo della lirica come Fiorenza Cossotto, Desirée Rancatore, Fiorenza Cedolins, Luciana Serra e Alfonso Antoniozzi nonché direttori e casting manager di importanti teatri d’opera italiani ed europei, e, per l'edizione 2020, il celebre tenore spagnolo José Carreras.

## Storia

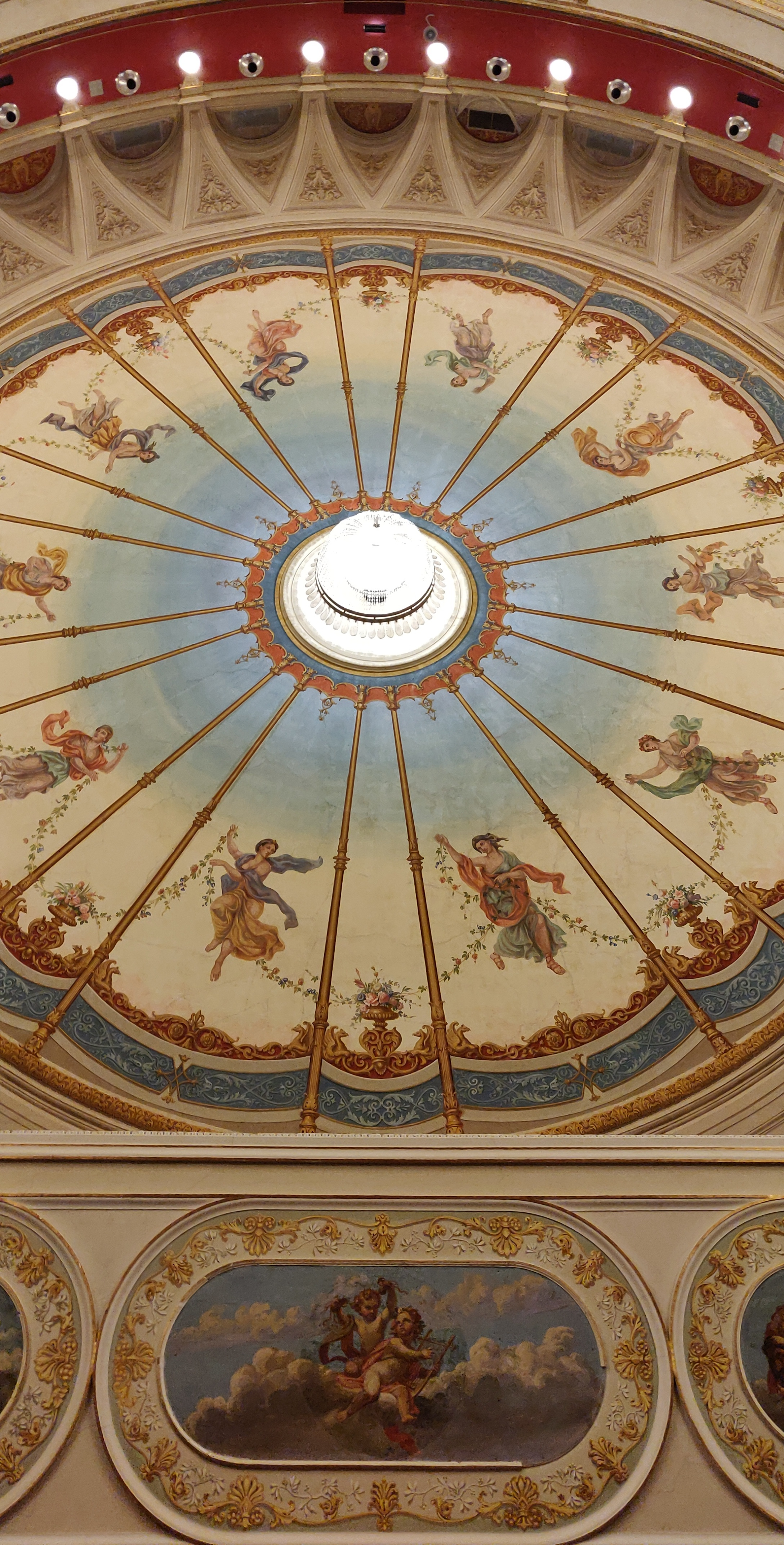
Soffitto del Teatro Unione.

Fino alla seconda metà dell'Ottocento, il teatro principale di Viterbo era il Teatro del Genio, ma era ormai ritenuto non più adeguato, sia per la capienza che per la sua scarsa connotazione sul tessuto urbano.
Il Teatro dell’Unione divenne nell’Ottocento il primo per importanza e prestigio poiché l’impulso che ne permise l’edificazione fu la passione, comune a quasi tutte le principali città italiane, per l’opera lirica.
Il progetto prevedeva una nutrita partecipazione sia da parte della società dei palchettisti che da parte dello stesso Comune,  il quale garantì l’acquisto di almeno cinque palchi. Il primo atto della società fu l’elezione della Deputazione Teatrale, composta dal Delegato Apostolico Mons. Orlandini e da sei deputati:  Tommaso Fani, Antonio Calandrelli, Domenico Liberati, Giuseppe Signorelli, Cesare Calabresi e Vincenzo Federici, ingegnere comunale.
La scelta della località dove erigere il Teatro ricadde sulla Contrada San Marco, dopo aver scartato l’idea di abbattere il Teatro del Genio e le abitazioni vicine per costruirvi il nuovo edificio. La Deputazione propose inoltre di dare all’Unione la forma del Teatro Argentina di Roma.
Il 20 Giugno 1845 fu bandito l’appalto concorso per la costruzione del Teatro,  l’incarico di valutare i progetti fu attribuito all’Accademia Nazionale di San Luca e la scelta ricadde sull’architetto Virginio Vespignani, esponente di spicco del tardo “classicismo eclettico”.
Inaugurato nel 1855 con una stagione lirica che durò dal 4 agosto al 25 settembre e che comprendeva ben tre melodrammi e un balletto, la prima stagione si rivelò un vero e proprio successo. Negli anni successivi andò aumentando l’interesse del pubblico, sia con melodrammi che con lavori di prosa del repertorio dell’epoca e dai primi del ‘900 il teatro ospitò anche alcuni spettacoli cinematografici.  Durante la seconda Guerra mondiale il teatro fu gravemente danneggiato e a causa della necessità di reperire ingenti somme per la ricostruzione il comune ne diventò unico proprietario.

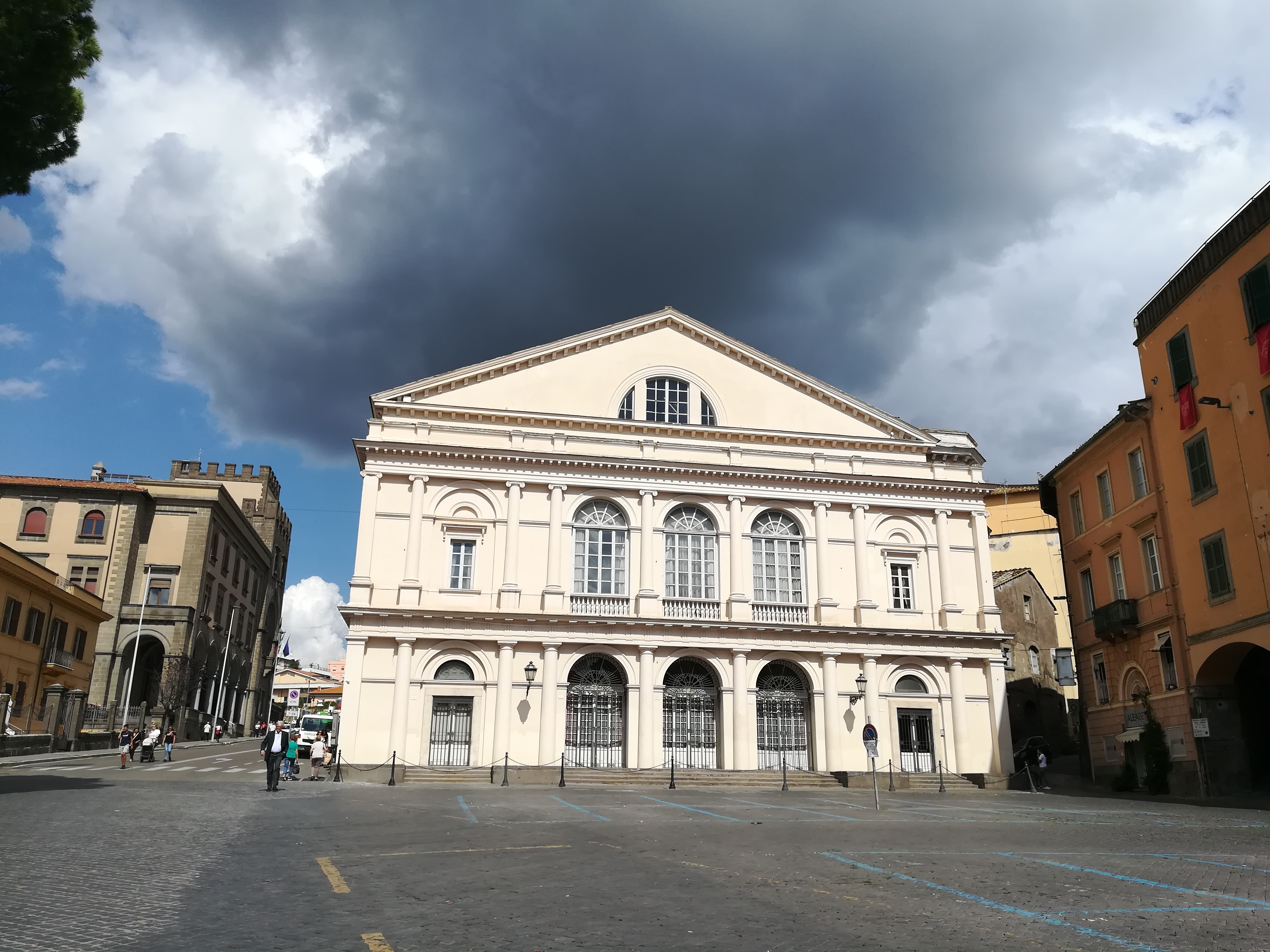
Facciata del Teatro dell'Unione di Viterbo

La sua conformazione architettonica propria dei teatri all’italiana è caratterizzata dalla separazione tra sala e scena, dalla simmetria e dalla prospettiva dell’impianto, il palco in declivio, la divisione “classistica” o “gerarchica” dei posti nonché le raffinate decorazioni fanno del Teatro dell’Unione un vero e proprio gioiello tra i teatri storici italiani.

## Il Teatro dell'Unione oggi
La capienza del teatro è di 574 posti, di cui 188 in platea a cui vanno aggiunti 4 posti per disabili e altrettanti per i relativi accompagnatori. I palchetti sono in totale 97 e sono disposti su 4 ordini. Il loggione non è agibile per motivi di sicurezza.
Dopo i lavori di restauro la graticcia è stata completamente rinnovata, così come la quadratura nera ed il sipario. Il palco ha 3 americane motorizzate.